# Tasso d'interesse
In matematica finanziaria, il tasso (o saggio) di interesse effettivo rappresenta la percentuale dell'interesse su un prestito e l'importo della remunerazione spettante al prestatore. In parole povere, è il «prezzo del noleggio del denaro».
Viene espresso come una percentuale per un dato periodo di tempo e indica quanta parte della somma prestata debba essere corrisposta come interesse al termine del tempo considerato o, da un altro punto di vista, indica il costo del denaro. Il debitore, infatti, ricevendo una somma di denaro, si impegna a pagare una somma superiore a quella ricevuta. La differenza costituisce l'interesse, che viene solitamente calcolato in percentuale sulla somma prestata. Tale percentuale costituisce il tasso di interesse. Il tasso d'interesse è variabile anche in funzione della moneta di riferimento, del rischio connesso alla solvibilità del debitore e della lunghezza del periodo di riferimento.
Oltre che dalla percentuale, i tassi d'interesse sono caratterizzati dal cosiddetto regime di capitalizzazione degli interessi, che può essere semplice o composto. Se la durata del prestito è superiore al periodo di tempo per cui l'interesse viene conteggiato, si parla di tasso di interesse composto, perché vengono conteggiati nel calcolo dell'interesse finale anche gli interessi parziali già maturati per ogni periodo.

## Interesse semplice
L'interesse viene detto semplice quando è proporzionale al capitale e al tempo. Ovvero gli interessi, maturati da un dato capitale nel periodo di tempo considerato, non vengono aggiunti al capitale che li ha prodotti (capitalizzazione) e, quindi, non maturano a loro volta interessi.
Indicando con:
- C il capitale iniziale
- i il tasso di interesse periodale (in genere tasso unitario annuo, ma può essere mensile, trimestrale...) anche detto interesse semplice o interesse
- t durata temporale dell'operazione, espressa in numero di periodi (in genere anni)
- M il capitale finale, detto anche montante, pari alla somma di capitale iniziale più gli interessi maturati

si avrà che il montante al tempo t sarà la soluzione della seguente equazione alle differenze con {\displaystyle M_{0}=C}:
{\displaystyle \ M_{t+1}=M_{t}+iM_{0}=M_{t}+iC}
Pertanto si ha:
{\displaystyle \ M_{1}=M_{0}+iC=C+iC}
{\displaystyle \ M_{2}=M_{1}+iC=C+iC+iC=C+2iC}
{\displaystyle \ M_{t}=M_{t-1}+iC=C+(t-1)iC+iC=C+tiC=C(1+ti)}

## Interesse composto
L'interesse viene detto composto quando, invece di essere pagato o riscosso, è aggiunto al capitale iniziale che lo ha prodotto. Questo comporta che alla maturazione degli interessi il montante verrà riutilizzato come capitale iniziale per il periodo successivo, ovvero anche l'interesse produce interesse.
L'interesse composto si divide in:
- discontinuo annuo;
- discontinuo convertibile;
- continuo o matematico.

### Montante ad interesse composto discontinuo annuo
In questo caso gli interessi si sommano al capitale iniziale che li ha prodotti al termine di ogni anno.
Per determinare il montante di un capitale {\displaystyle C}, dopo un numero {\displaystyle t} di anni e impiegato ad interesse composto (annuo) {\displaystyle i}, si ha che il montante al tempo t sarà la soluzione della seguente equazione alle differenze con {\displaystyle M_{0}=C}:
{\displaystyle \ M_{t+1}=M_{t}+iM_{t}=M_{t}(1+i)}
{\displaystyle \ M_{1}=M_{0}(1+i)}
{\displaystyle \ M_{t}=M_{t-1}(1+i)=C(1+i)^{t-1}(1+i)=C(1+i)^{t}}

### Montante ad interesse composto discontinuo convertibile
In questo caso gli interessi maturano {\displaystyle t} volte durante l'anno, ma sempre in periodi definiti. In genere viene definito un tasso annuo nominale {\displaystyle i} al quale corrisponde un tasso convertibile {\displaystyle i_{c}} dato da:
{\displaystyle \ i_{c}={\frac {i}{t}}}.
Per il calcolo del montante si applica la stessa formula impiegata per l'interesse composto continuo annuo:
{\displaystyle \ M_{n}=C(1+i_{c})^{nt}=C\left(1+{\frac {i}{t}}\right)^{nt}}.
dove {\displaystyle i_{c}} è l'interesse convertibile e {\displaystyle nt} indica il numero di volte in cui l'interesse convertibile matura nell'intero periodo.

### Montante ad interesse composto continuo o matematico
In questo caso gli interessi si sommano al capitale che li ha prodotti ad ogni istante. Il tasso d'interesse composto a capitalizzazione continua ha applicazioni soprattutto teoriche, nella matematica finanziaria; sebbene sia rilevante nelle applicazioni relative alle più semplici operazioni finanziarie, è ad esempio ampiamente utilizzato nelle formule di valutazione di operazioni finanziarie complesse, come nella valutazione delle opzioni.
L'interesse in capitalizzazione continua può essere giustificato come segue. Si consideri un tasso annuale {\displaystyle i}, e si supponga di suddividere l'anno in {\displaystyle t} periodi, al termine di ciascuno dei quali viene corrisposta una frazione dell'interesse relativo all'intero anno pari a {\displaystyle {\frac {i}{t}}}, che viene immediatamente reinvestita. A partire da un capitale iniziale {\displaystyle C}, il montante al termine di {\displaystyle n} anni sarà allora:
{\displaystyle \ M_{n}=C\left(1+{\frac {i}{t}}\right)^{nt}}
Passando al limite per {\displaystyle t} che tende a infinito, si ha il caso in cui un flusso continuo di pagamenti viene reinvestito in maniera continua; il montante sarà dato da:
{\displaystyle \ M_{n}=\lim _{t\to \infty }C\left(1+{\frac {i}{t}}\right)^{nt}=Ce^{in}},
ricorrendo al limite notevole che definisce il numero di Nepero {\displaystyle e}. Nel caso in cui il tasso {\displaystyle i} è una funzione {\displaystyle i(t)} il cui valore varia nel tempo, si generalizza l'espressione precedente come:
{\displaystyle \ M(t)=C\exp \left\{\int _{0}^{t}i(\tau )d\tau \right\}}

## Leggi di equivalenza finanziaria
Due tassi d'interesse, relativi a periodi diversi di capitalizzazione, si dicono equivalenti se, a parità di capitale iniziale e di periodo di applicazione, producono lo stesso montante, ovvero gli stessi interessi.

### Relazione tra tassi equivalenti nel regime a interesse semplice
Per determinare la relazione tra due tassi unitari a interesse semplice {\displaystyle i_{s1}} e {\displaystyle i_{s2}} è sufficiente uguagliare i montanti che sono prodotti da periodi di tempo {\displaystyle t_{1}} e {\displaystyle t_{2}} differenti:
{\displaystyle \ M=C(1+i_{s1}t_{1})=C(1+i_{s2}t_{2})}.
Noto uno dei due tassi è possibile ottenere l'altro ad esso equivalente tramite le seguenti relazioni:
{\displaystyle i_{s1}={\frac {i_{s2}t_{2}}{t_{1}}}}
e
{\displaystyle i_{s2}={\frac {i_{s1}t_{1}}{t_{2}}}}.

### Relazione tra tassi equivalenti nel regime ad interesse composto discontinuo
Per determinare la relazione tra due tassi unitari ad interesse composto ic1 e ic2 è sufficiente uguagliare i montanti che sono prodotti da periodi di tempo t1 e t2 differenti:
{\displaystyle M=C(1+i_{c1})^{t_{1}}=C(1+i_{c2})^{t_{2}}}.
Da questa si ottengono relativamente le relazioni:
{\displaystyle i_{c1}=(1+i_{c2})^{\frac {t_{2}}{t_{1}}}-1}
e
{\displaystyle i_{c2}=(1+i_{c1})^{\frac {t_{1}}{t_{2}}}-1}.

### Relazione tra tassi equivalenti in regimi differenti
Per determinare la relazione tra due tassi unitari is (regime a interesse semplice) e ic (regime a interesse composto) è sufficiente uguagliare i montanti che sono prodotti dallo stesso periodo di tempo t:
{\displaystyle \ M=C(1+i_{s}t)=C(1+i_{c})^{t}}.
Da questa si ottengono le relazioni:
{\displaystyle i_{s}={\frac {(1+i_{c})^{t}-1}{t}}}
e
{\displaystyle i_{c}={\sqrt[{t}]{(1+i_{s}t)}}-1}.
Si può notare come l'equivalenza dipenda dalla durata della capitalizzazione.

## Esempio pratico
Supponiamo che Tizio prenda oggi a prestito da una banca una somma (C) pari a 1.000 euro da restituire dopo un anno (t), aumentata degli interessi maturati nel corso di quell'anno (I) pari al 5%. Per motivi di semplicità supponiamo irrealisticamente che la banca erogante non chieda commissioni o spese per l'istruzione della pratica.
In regime di capitalizzazione semplice, gli interessi maturati dopo un anno sono pari a
I = 1.000 x 0,05 = 50
E quindi il montante da rimborsare dopo un anno è pari a
M = 1.000 + I = 1.050
Invece se il tasso del 5% applicato fosse in regime di capitalizzazione composta, cioè un tasso annuo nominale con capitalizzazione trimestrale degli interessi, la banca che ha prestato il capitale iniziale di 1.000 euro, dopo i primi 3 mesi dal giorno in cui ha erogato il prestito procederebbe a "liquidare gli interessi", cioè a calcolare gli interessi maturati fino a quel momento, e quindi li capitalizzerebbe, cioè aggiungerebbe quegli interessi alla somma inizialmente data in prestito.

Poiché il tasso stabilito è un tasso annuo, la banca, per calcolare gli interessi maturati in tre mesi, considererebbe solo l'equivalente frazione di tre dodicesimi (cioè un quarto) del tasso annuo stabilito.
I1 = 1.000 x (0,05 x (3/12)) = 12,5
Le cose inizierebbero ad essere diverse a partire dalla seconda capitalizzazione degli interessi. Infatti, allo scadere del secondo trimestre, la banca utilizzerebbe la stessa formula esposta sopra, ma questa volta la base sulla quale calcolerebbe gli interessi maturati non sarebbe più di 1.000 euro, ma di 1.012,5 euro:
I2 = 1.012,5 x (0,05 x (3/12)) = 12,66
Come si vede già l'importo di interessi maturati in questo regime non è più uguale agli interessi maturati nel regime precedente, ma è maggiore. L'aumento continua ricorsivamente nei trimestri successivi:
I3 = 1.025,156 x (0,05 x (3/12)) = 12,81
I4 = 1.037,97 x (0,05 x (3/12)) = 12,97
Il totale degli interessi maturati nel corso dell'anno con questo regime di capitalizzazione sarebbe pari a 12,5 + 12,66 + 12,81 + 12,97 = 50,94 euro. Di conseguenza il montante M ammonterebbe a 1.050,95 euro.
La tabella che segue riepiloga schematicamente quanto illustrato nell'esempio:
|                | Regime di tasso annuo nominale         | Regime di tasso annuo nominale    | Regime di tasso annuo nominale | Regime di tasso annuo effettivo        | Regime di tasso annuo effettivo   | Regime di tasso annuo effettivo |
| Mesi trascorsi | Interessi passivi maturati nel periodo | Totale interessi passivi cumulati | Totale somma da rimborsare     | Interessi passivi maturati nel periodo | Totale interessi passivi cumulati | Totale somma da rimborsare      |
| 3              | 12,500                                 | 12,500                            | 1.012,500                      | 12,500                                 | 12,500                            | 1.012,500                       |
| 6              | 12,500                                 | 25,000                            | 1.025,000                      | 12,656                                 | 25,156                            | 1.025,156                       |
| 9              | 12,500                                 | 37,500                            | 1.037,500                      | 12,814                                 | 37,971                            | 1.037,971                       |
| 12             | 12,500                                 | 50,000                            | 1.050,000                      | 12,975                                 | 50,945                            | 1.050,945                       |

Esistono dei prospetti chiamate tavole finanziarie che evidenziano a quale tasso annuo effettivo (quello del regime semplice) corrisponde un tasso annuo nominale con capitalizzazione periodale degli interessi (quello del regime composto). Nell'esempio esposto sopra si è evidenziato come il tasso annuo nominale del 5% con capitalizzazione trimestrale corrisponda al tasso annuo effettivo del 5,0945%. Se la capitalizzazione degli interessi fosse avvenuta più frequentemente di una volta ogni tre mesi (ad esempio, al termine di ogni settimana) allora la differenza fra i due regimi sarebbe stata ancora maggiore. Infatti a un tasso annuo nominale del 5% con capitalizzazione settimanale degli interessi corrisponde un tasso annuo effettivo del 5,1246%.

## Composizioni di interessi relativi a periodi di tempo differenti
Indipendentemente dal regime di capitalizzazione adottato, un tasso d'interesse semplice o composto può essere riferito ad un orizzonte temporale diverso, mediante una formula di conversione.
Per calcolare l'interesse riferito ad un periodo di tempo più lungo {\displaystyle t_{1}}, in cui {\displaystyle t_{0}} è contenuto {\displaystyle k} volte, si può utilizzare la seguente formula, per {\displaystyle t_{1}>t_{0}}:
{\displaystyle i_{t_{1}}={(1+i_{t_{0}})}^{k}-1}
La formula è utilizzata, ad esempio, se si dispone di un dato su base mensile ({\displaystyle k=12} con {\displaystyle t_{1}} di un anno), trimestrale ({\displaystyle k=4}) o semestrale ({\displaystyle k=2}) e si desidera sapere il tasso di interesse annuale. La formula considera un regime di capitalizzazione composta, il reinvestimento degli interessi non appena sono stati corrisposti ad ogni scadenza. Tale formula può essere invertita, risolvendo rispetto a {\displaystyle t_{0}}, per calcolare il tasso d'interesse rispetto ad un orizzonte temporale più breve, e ottenendo un polinomio di Ruffini con termine noto {\displaystyle i_{t_{1}}}, che però non è sempre risolvibile.
Se si desidera calcolare l'interesse su un orizzonte temporale più breve, ossia {\displaystyle t_{1}<t_{0}}, si preferisce utilizzare tipicamente una proporzione, e un'ipotesi di linearità o capitalizzazione semplice, che non considera il reinvestimento degli interessi ad ogni scadenza (maggiore quindi quanto più è breve l'orizzonte di riferimento). Se si parte da un dato annuale, si calcolano i dodicesimi di anno, moltiplicando per 1, 2, 3, 4, 6 se si desidera rispettivamente un tasso mensile, semestrale, quadrimestrale, ecc.
{\displaystyle i_{t_{1}}={\frac {i_{t_{0}}*k}{12}}}.

## Aspetti legislativi

### Usura
La legge si occupa di tassi di interesse a diversi livelli, considerata la grave disparità di situazioni generalmente riguardanti prestatore e prestatario (colui che riceve il denaro in prestito); al fine di evitare che il prestatore possa sfruttare a fini di ingiusto profitto (usura) la condizione di necessità di chi richiede un prestito, i tassi di interesse non possono essere libero oggetto di contrattazioni, ma vanno ricondotti in una fascia empiricamente ricavata dall'osservazione trimestrale della media dei tassi applicati per la piazza di riferimento.

### Interesse nel contratto di mutuo
Nei mutui, che rappresentano una forma tipica di prestito, i tassi possono essere anche variabili o misti: quando sono variabili, vengono ricalcolati ad ogni rata secondo una formula prestabilita in base a degli indicatori economici prefissati e, di conseguenza, vengono ricalcolati anche gli interessi e, quindi, l'ammontare della rata stessa. Il tasso misto è fisso per un certo intervallo di tempo e, poi, diventa variabile. La durata del tasso fisso e la formula di quello variabile sono, comunque, stabilite in anticipo, al momento della stipula del contratto. Va detto che esigenze di natura commerciale hanno moltiplicato le possibili forme di prestito e, conseguentemente, favorito la creazione di molti nuovi modi di composizione del tasso e delle altre modalità di prestito.
L'importo finale della somma da restituire in corrispondenza di un determinato tasso d'interesse ed a determinate scadenze (usualmente misurate in anni, ma vanno prendendo piede le misurazioni a semestri e - per alcuni tipi di prestito - anche minori), si definisce montante.

### Normativa italiana
In Italia, un tasso superiore a quanto stabilito trimestralmente dal Ministero dell'economia e finanza costituisce tasso usurario.
È importante notare quindi, come tale tasso definisce il tasso effettivo globale medio (TEGM), che ciò che viene comunemente chiamato tasso d'usura veniva aumentato della metà fino a giugno 2011, successivamente viene aumentato del 25% (con un massimo del 4%) + ulteriori 4 punti percentuali.
La differenza tra il limite e il tasso medio non può essere superiore a otto punti percentuali.È evidente che con tassi inferiori al 16% la nuova norma è sempre peggiorativa per il debitore rispetto alla precedente. Ad esempio, prendendo i dati del trimestre marzo-giugno 2019 della gazzetta ufficiale 76/2019, se per lo "scoperto non affidato" la differenza è minima, 23,45% contro il 23,34% previsto con il metodo di calcolo precedente, per altre operazioni, ad esempio "mutui con garanzia ipotecaria a tasso variabile", la differenza in percentuale quasi raddoppia: 6,9125% rispetto al 3,4950% (calcolato aumentando della metà il TEG della banca d'Italia pari al 2,33%). Nel trimestre in oggetto il limite di 8 punti percentuali viene applicato all'unica voce superiore al 16%: il "credito revolving" stimato a 16,06%. La corrente regola di definizione del tasso d'usura, se non limitata, porterebbe ad un tasso debitorio del 24,075%, ma la limitazione degli 8 punti percentuali fissa il massimo applicabile a 24,060%, in quest'unico caso inferiore al 24,090% ottenuto con la regola precedente.
L'argomento potrebbe sembrare capzioso o tecnico ma, poiché la totalità degli istituti di credito offre tassi debitori al di sotto, ma vicini, al tasso soglia d'usura stabilito dal Ministero dell'Economia e Finanza, esso riguarda chiunque abbia un conto corrente bancario (sia esso a debito che a credito).
Inoltre, la pratica di calcolare gli interessi sugli interessi (anatocismo) è sempre stata espressamente vietata dal Codice Civile (art. 1283); recenti pronunce giurisdizionali hanno imposto alle banche che lo avevano applicato la restituzione degli indebiti.

## Tasso d'interesse stabilito dalle banche centrali
In ogni sistema monetario, il tasso d'interesse della banca centrale è il tasso di riferimento per mutui, prestiti e molte altre operazioni finanziarie. È il tasso a cui un ente finanziario, come una banca, può accendere un prestito presso la banca centrale. L'andamento sul grafico è tipicamente a gradini, in quanto la scelta di variazione è a discrezione della banca centrale e solitamente la definizione ha solamente 2 cifre centesimali definite (es. 1,75%, 2,00%).
I tassi di riferimento dei principali paesi o dei principali sistemi monetari sono:
- Europa (BCE)
- Stati Uniti (FED)
- Gran Bretagna (BOE)
- Giappone (BOJ)
- Svizzera (SNB)
- Canada (BOC)
- Australia (RBA)
- Nuova Zelanda (RBNZ)

Esempio tasso d'interesse fissato dalla BCE:
| Data       | Tasso d'interesse BCE |
| ---------- | --------------------- |
| 11-03-2016 | zero                  |
| 04-09-2014 | 0,05%                 |
| 02-05-2013 | 0,50%                 |
| 05-07-2012 | 0,75%                 |
| 08-12-2011 | 1,00%                 |
| 03-11-2011 | 1,25%                 |
| 07-07-2011 | 1,50%                 |
| 07-04-2011 | 1,25%                 |
| 07-05-2009 | 1,00%                 |
| 02-04-2009 | 1,25%                 |
| 05-03-2009 | 1,50%                 |
| 15-01-2009 | 2,00%                 |
| 04-12-2008 | 2,50%                 |